# Burga
Burga é uma antiga freguesia portuguesa do município de Macedo de Cavaleiros, com 7,35 km² de área e 53 habitantes (2011). A sua densidade populacional era 7,2 hab/km².

Foi extinta (agregada) pela reorganização administrativa de 2012/2013, sendo o seu território integrado na União de
Freguesias de Bornes e Burga.
A antiga freguesia situa-se na encosta da Serra de Bornes, no início do Vale da Vilariça. É rica em água de nascente. A vegetação que envolve a povoação torna-a um sítio único.

## População
| População da freguesia de Burga | População da freguesia de Burga | População da freguesia de Burga | População da freguesia de Burga | População da freguesia de Burga | População da freguesia de Burga | População da freguesia de Burga | População da freguesia de Burga | População da freguesia de Burga | População da freguesia de Burga | População da freguesia de Burga | População da freguesia de Burga | População da freguesia de Burga | População da freguesia de Burga | População da freguesia de Burga |
| ------------------------------- | ------------------------------- | ------------------------------- | ------------------------------- | ------------------------------- | ------------------------------- | ------------------------------- | ------------------------------- | ------------------------------- | ------------------------------- | ------------------------------- | ------------------------------- | ------------------------------- | ------------------------------- | ------------------------------- |
| 1864                            | 1878                            | 1890                            | 1900                            | 1911                            | 1920                            | 1930                            | 1940                            | 1950                            | 1960                            | 1970                            | 1981                            | 1991                            | 2001                            | 2011                            |
| 288                             | 251                             | 278                             | 284                             | 284                             | 238                             | 265                             | 336                             | 326                             | 324                             | 225                             | 196                             | 119                             | 88                              | 53                              |

## Principais actividades
- Agricultura

## Hino
Ó Burga terra de flores
Tua água sem igual
És a terra mais mimosa 
Deste nosso Portugal.
Ó Burga tens teu nascente
E os bravos castanheiros
E nas varandas floridas
Tens perfume de craveiros.
Ó Burga tens os teus filhos
Que bem te sabem amar
Mesmo que estejam longe
Sempre querem cá voltar.
Todos juntos cantaremos
Numa só voz com firmeza
A Burga é pequenina
Mas é terra portuguesa.
(Letra de Fernanda Batouxas, natural da Burga)

## Individualidades nascidas na Burga
- Oscar Manuel Costa Correia, (1960-    ), Psicólogo e Escritor. Autor do romance "República dos Fantasmas" e autor do tema criminalidade do Grande Dicionário Enciclopédico da Madeira. É ainda autor do Artigo "Stress o companheiro odioso do dia a dia", publicado na Revista Saber, Agosto/2004 e do Artigo Microglobalização: O Trabalho em meio Prisional. Sua importância para a Saúde Mental, publicado na Revista Portuguesa de Psiquiatria - Faculdade de Medicina do Porto, III Série (XXIII) 1-2 Jan-Jun. 2002

https://www.facebook.com/oscar.m.correia